# ミゲル・イバーラ
ミゲル・イバーラ（Miguel Ibarra、1990年3月15日 - ）は、アメリカ合衆国のプロサッカー選手。シャーロット・インディペンデンス所属。ポジションはMF（OMF）。

## 経歴

### クラブ
2012年のMLSスーパードラフトにてポートランド・ティンバーズの2位指名を受けたが契約を拒否。
2012年3月13日、NASLに所属するミネソタ・ユナイテッドFCと契約を結んだ。4月8日のカロライナ・レールホークス戦でプロデビュー。2014年シーズンは前期リーグ優勝＆年間2位の原動力となり、リーグの年間MVPに選出された。
2015年6月10日、移籍金100万ドルでメキシコのクラブ・レオンに移籍。
2017年1月、ミネソタ・ユナイテッドFC復帰が発表された。
2020年2月20日、シアトル・サウンダーズFCに加入することが発表された。
2021年5月28日、サンディエゴ・ロイヤルSCに移籍した。
2022年3月30日、シャーロット・インディペンデンスに移籍した。

### 代表歴
2014年10月、代表初召集。2部リーグ所属で代表に召集された初めての選手となった。同月14日のホンジュラス戦でアメリカ合衆国代表デビュー。

## 人物
両親はともにメキシコ出身である。

## タイトル

### 個人
- NASL年間MVP: 2014
- NASLベストイレブン: 2013, 2014
- NASL月間MVP – 2014年9月